# Mario Sciacqua
Mario Alfredo Sciacqua (ur. 30 sierpnia 1970 w Berabevú) – argentyński piłkarz pochodzenia włoskiego występujący na pozycji napastnika, trener piłkarski, od 2024 roku prowadzi Mitre.